# ستك مندويل (باكينجهامشير)
ستك مندويل (بالإنجليزية: Stoke Mandeville)‏ هي قرية و أبرشية مدنية تقع في المملكة المتحدة في إنجلترا. يقدر عدد سكانها بـ 5,825 نسمة .

## أعلام
- جيمس روبرتز
- تشارلز موسلي